# Michael B. Silver
Michael B. Silver é um ator americano nascido em 8 de julho de 1967 em Nova Iorque. Conhecido por suas diversas participações em séries de televisão americanas como Veronica Mars, CSI: Miami, E.R., NYPD Blue, além de muitos outras.